# Timeliopsis
Timeliopsis is een geslacht van zangvogels uit de familie honingeters (Meliphagidae).

## Soorten
Het geslacht kent de volgende soorten:
- Timeliopsis fulvigula – Groene timaliahoningeter
- Timeliopsis griseigula – Rosse timaliahoningeter